# Les Cahiers Villard de Honnecourt
Les Cahiers Villard de Honnecourt est le nom de la revue trimestrielle d'études maçonniques, philosophiques et symboliques de la Grande Loge nationale française. Fondée en 1965 par Jean Baylot à la suite de la création en 1964 de la loge de recherche Villard de Honnecourt et en vue d'être l'organe de diffusion et de divulgation des travaux de la celle-ci. À destination du monde maçonnique mais également du grand public, elle se définit comme une vecteur de transmission de culture traditionnelle et initiatique de la franc-maçonnerie. Elle publie son 100e numéro en 2016.

## Historique
En 1964 Jean Baylot crée une loge de recherche à la Grande Loge nationale française (GLNF), la loge Villard de Honnecourt en s'inspirant du nom de l'architecte du XIIIe siècle. Utilisant le modèle de la loge de recherche historique anglaise Quatuor Coronati, il dote celle-ci d'une revue de diffusion des études et de divers autres travaux. Entre 1965 et 1978, quatorze numéros sont publiés, sous sa direction de 1965 à 1975. Dans ces années, les publications divulguent les propos de diverses conférences ainsi que les contributions de chercheurs français ou étrangers. Cette revue porte tout d'abord le nom de Travaux de Villard de Honnecourt. En 1978, une nouvelle édition est mise en œuvre sous un autre format, de couverture noire et illustrée de dessin attribué à l'architecte médiéval. Cette nouvelle revue au format 15 par 24 porte le nom  de Travaux de la loge nationale de recherche Villard de Honnecourt. Cette version parait régulièrement sous ce titre jusqu'en 2008 et à son numéro 68. Le numéro 69 qui parait à la fin de la même année, porte un nouveau titre, Les Cahiers Villard de Honnecourt. Cette nouvelle édition est trimestrielle et connait en 2013 une modification de sa couverture, qui propose de nouveaux logos et illustrations.
La revue se place dans le paysage de la presse maçonnique française comme un vecteur de transmission de travaux et de recherches non sous une forme uniquement universitaire, mais également selon une culture maçonnique traditionnelle. Elle traite principalement de symbolisme, d'histoire de la franc-maçonnerie ou des spiritualités, elle ouvre régulièrement ses colonnes à l'instar d'autres revues maçonniques à des acteurs de la philosophie contemporaine.
En 2012, la direction de la revue lance un appel au travers d'une lettre ouverte, pour rappeler qu'organisme indépendant, la revue n'est pas financée par le GLNF et que les abonnements devenus insuffisants mettent en péril sa diffusion. Elle lance à cette occasion une campagne d'abonnement.
En 2016, la revue publie son 100e numéro sous un format exceptionnel, dans son édito le directeur de publication recense en plus de 50 années de publication, 15 000 pages, 600 auteurs et plus de 5 000 thèmes abordés et publiés depuis sa création.